# Lygephila lusoria
Lygephila lusoria is een vlinder uit de familie van de spinneruilen (Erebidae). De wetenschappelijke naam werd gepubliceerd in 1758 door Carl Linnaeus in de tiende editie van Systema naturae.
De nachtvlinder komt voor in Europa.